# Рівнинні віскачі
Віскача (Lagostomus) — рід гризунів родини шиншилових (Chinchillidae).
Охоплює вид Lagostomus maximus (Віскача рівнинна). Донедавна включав також вид Lagostomus crassus (Віскача Красса), але зараз даний вид вже вимер. Також відомий пізньоміоценовий †Lagostomus telenkechanum.